# Hydriomena insulata
Hydriomena insulata är en fjärilsart som beskrevs av Inoue 1953. Hydriomena insulata ingår i släktet Hydriomena och familjen mätare. Inga underarter finns listade i Catalogue of Life.